# Leiopathes
Leiopathes is een geslacht van neteldieren uit de klasse van de Anthozoa (bloemdieren).

## Soorten
- Leiopathes acanthophora Opresko, 1998
- Leiopathes bullosa Opresko, 1998
- Leiopathes expansa Johnson, 1899
- Leiopathes glaberrima (Esper, 1788)
- Leiopathes grimaldii Roule, 1902
- Leiopathes montana Molodtsova, 2011
- Leiopathes secunda Opresko, 1998
- Leiopathes valdiviae (Pax, 1915)